# Gerra aedessa
Gerra aedessa är en fjärilsart som beskrevs av Druce 1889. Gerra aedessa ingår i släktet Gerra och familjen nattflyn. Inga underarter finns listade i Catalogue of Life.